# Dompierre-sur-Besbre
Pour les articles homonymes, voir Dompierre et Besbre (homonymie).
Dompierre-sur-Besbre est une commune située dans le département de l'Allier, en région Auvergne-Rhône-Alpes.

## Géographie

### Localisation
Dompierre-sur-Besbre est située au nord-est du département de l'Allier.
La commune est la ville-centre de l'aire d'attraction de Dompierre-sur-Besbre, de son unité urbaine et de son bassin de vie. Elle fait partie de la zone d'emploi de Moulins.

### Communes limitrophes
Les communes limitrophes sont Beaulon, Diou, Saint-Pourçain-sur-Besbre, Thiel-sur-Acolin et Saint-Aubin-sur-Loire.
| Chevagnes                 | Beaulon              | Saint-Aubin-sur-Loire (Saône-et-Loire) |
| Thiel-sur-Acolin          | Dompierre-sur-Besbre | Diou                                   |
| Saint-Pourçain-sur-Besbre |                      | Saligny-sur-Roudon                     |

### Climat
Pour des articles plus généraux, voir Climat d'Auvergne-Rhône-Alpes et Climat de l'Allier.
En 2010, le climat de la commune est de type climat océanique dégradé des plaines du Centre et du Nord, selon une étude du Centre national de la recherche scientifique s'appuyant sur une série de données couvrant la période 1971-2000. En 2020, Météo-France publie une typologie des climats de la France métropolitaine dans laquelle la commune est exposée à un climat océanique altéré et est dans la région climatique Centre et contreforts nord du Massif central, caractérisée par un air sec en été et un bon ensoleillement.
Pour la période 1971-2000, la température annuelle moyenne est de 11,2 °C, avec une amplitude thermique annuelle de 16,7 °C. Le cumul annuel moyen de précipitations est de 830 mm, avec 11,6 jours de précipitations en janvier et 7,4 jours en juillet. Pour la période 1991-2020, la température moyenne annuelle observée sur la station météorologique de Météo-France la plus proche, sur la commune de Diou à cinq km à vol d'oiseau, est de 12,1 °C et le cumul annuel moyen de précipitations est de 818,9 mm,. Pour l'avenir, les paramètres climatiques de la commune estimés pour 2050 selon différents scénarios d'émission de gaz à effet de serre sont consultables sur un site dédié publié par Météo-France en novembre 2022.

## Urbanisme

### Typologie
Au 1er janvier 2024, Dompierre-sur-Besbre est catégorisée bourg rural, selon la nouvelle grille communale de densité à sept niveaux définie par l'Institut national de la statistique et des études économiques en 2022.
Elle appartient à l'unité urbaine de Dompierre-sur-Besbre, une unité urbaine monocommunale constituant une ville isolée,. 
Par ailleurs la commune fait partie de l'aire d'attraction de Dompierre-sur-Besbre, dont elle est la commune-centre,. Cette aire, qui regroupe trois communes, est catégorisée dans les aires de moins de 50 000 habitants,.

### Occupation des sols

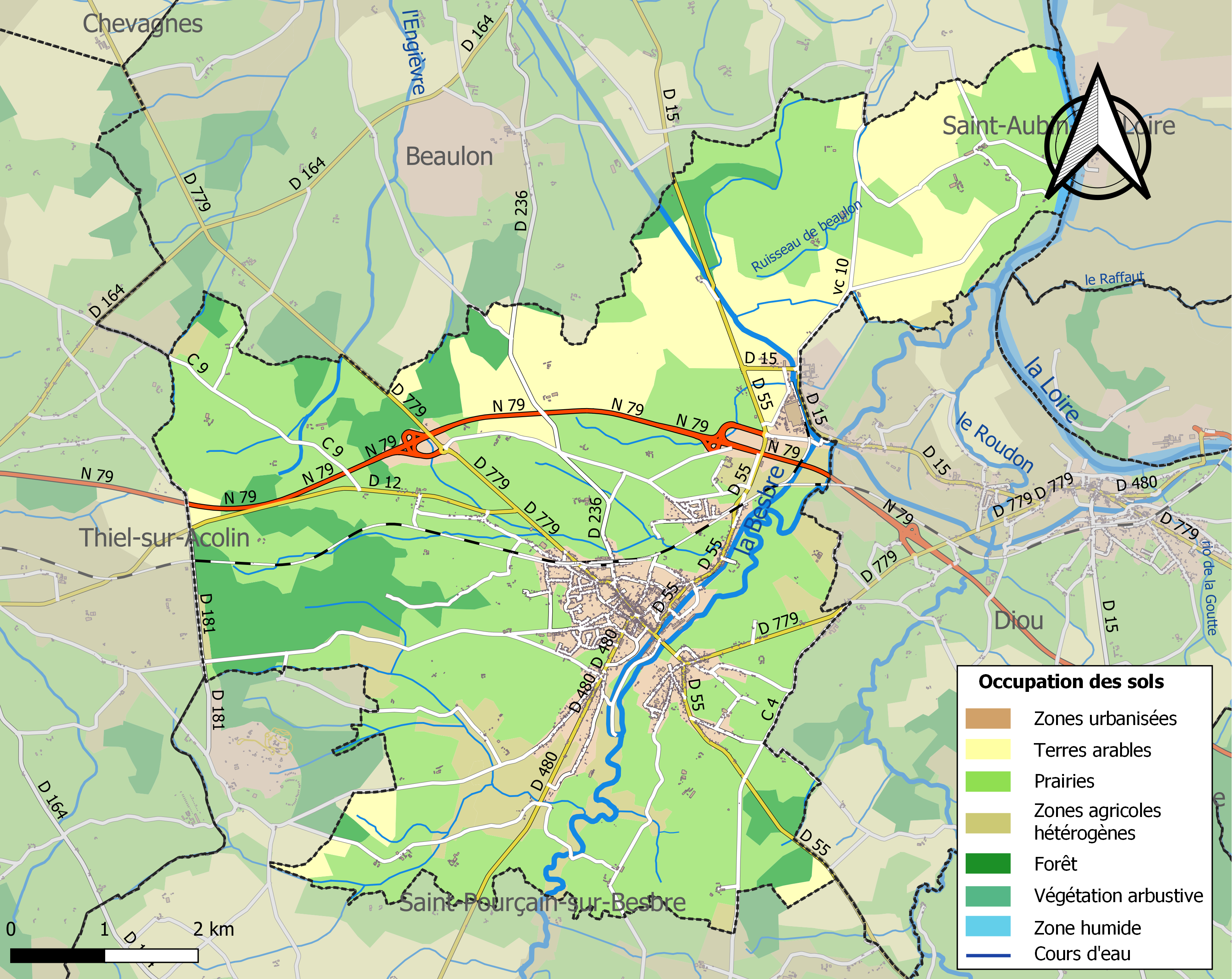
Carte des infrastructures et de l'occupation des sols de la commune en 2018 (CLC).

L'occupation des sols de la commune, telle qu'elle ressort de la base de données européenne d’occupation biophysique des sols Corine Land Cover (CLC), est marquée par l'importance des territoires agricoles (80,1 % en 2018), en diminution par rapport à 1990 (81,7 %). 
La répartition détaillée en 2018 est la suivante : prairies (56 %), terres arables (16,6 %), forêts (11 %), zones agricoles hétérogènes (7,6 %), zones urbanisées (6,7 %), zones industrielles ou commerciales et réseaux de communication (1,7 %), eaux continentales (0,4 %), espaces verts artificialisés, non agricoles (0,1 %).
L'IGN met par ailleurs à disposition un outil en ligne permettant de comparer l'évolution dans le temps de l'occupation des sols de la commune (ou de territoires à des échelles différentes). Plusieurs époques sont accessibles sous forme de cartes ou photos aériennes : la carte de Cassini (XVIIIe siècle), la carte d'état-major (1820-1866) et la période actuelle (1950 à aujourd'hui).

### Habitat et logement
En 2022, le nombre total de logements dans la commune était de 1 784, alors qu'il était de 1 839 en 2017 et de 1 824 en 2012. 
Parmi ces logements, 77,6 % étaient des résidences principales, 21,3 % des résidences secondaires et 1,1 % des logements vacants. Ces logements étaient pour 0 % d'entre eux des maisons individuelles et pour 0 % des appartements. 
Le tableau ci-dessous présente la typologie des logements à Dompierre-sur-Besbre en 2022 en comparaison avec celle de l'Allier et de la France entière. Une caractéristique marquante du parc de logements est ainsi la faible proportion des résidences secondaires et logements occasionnels (21,3 %) par rapport au département (27,6 %) et à la France entière (44,1 %). 
| Typologie                                               | Dompierre-sur-Besbre | Allier | France entière |
| ------------------------------------------------------- | -------------------- | ------ | -------------- |
| Résidences principales (en %)                           | 77,6                 | 71,5   | 54,8           |
| Résidences secondaires et logements occasionnels (en %) | 21,3                 | 27,6   | 44,1           |
| Logements vacants (en %)                                | 1,1                  | 0,9    | 1              |

### Voies de communication et transports

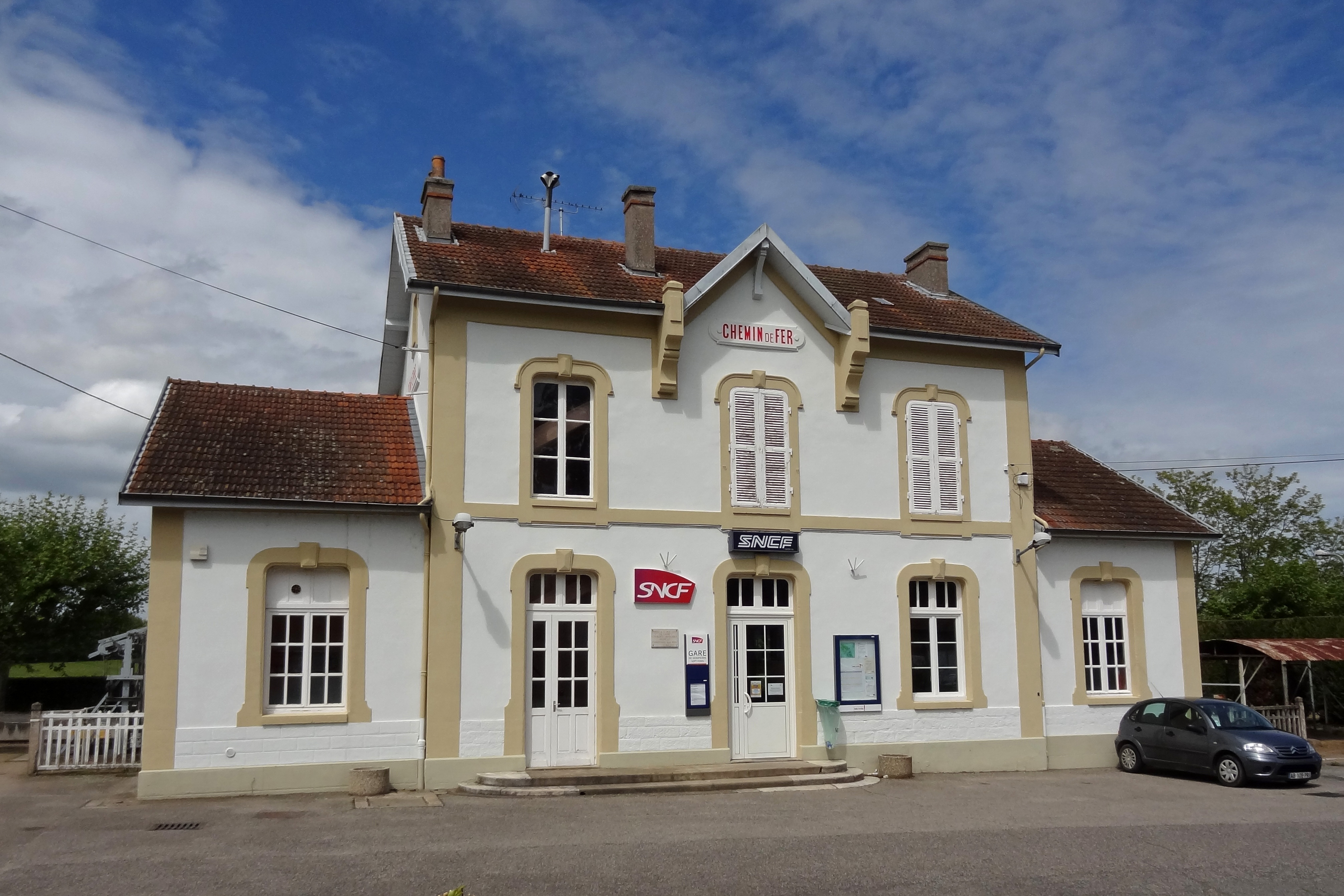
La gare.

La ville est accessible notamment par l'autoroute A79 (Route Centre-Europe Atlantique ou RCEA, ancienne route nationale 79), axe reliant Montmarault et Moulins à Digoin et Mâcon. Sa traversée, ainsi que les délaissés de l'ancienne nationale, est la route départementale 779, qui permet aussi de rejoindre Moulins. La route départementale 480 la relie à Lapalisse et Vichy.
La commune fait partie du réseau Village étape depuis 2014.
La gare de Dompierre-Sept-Fons, située sur la ligne de Moulins à Mâcon, est desservie par des trains TER reliant Tours et Nevers à Lyon-Perrache via Moulins-sur-Allier, Paray-le-Monial, ainsi qu'un TER reliant Clermont-Ferrand à Montchanin via Vichy. 
Un embranchement du canal latéral à la Loire, la rigole navigable de la Besbre, dessert Dompierre. Un port de plaisance y est aménagé à son extrémité. Un loueur de bateaux de plaisance y est installé.

## Toponymie
La commune porte, pendant la Révolution française, le nom de Source-Libre.

## Histoire

### Préhistoire
Dans le nord de la commune se trouve la nécropole de Dompierre-sur-Besbre, un champ d'urnes de la fin de l'âge du bronze.

### Époque contemporaine
En 1829, une prise d'eau est établie sur la Besbre afin de contribuer à l'alimentation du canal latéral à la Loire, créant la rigole d'alimentation navigable de la Besbre, longue de 4,3 kilomètres dont 2,7 navigables. Il y circule en 1846, 212 bateaux transportant 13 024 tonnes de marchandises et 175 bateaux vides. 
En 1843 la Société des Mines de Bert crée une ligne de chemin de fer industriel à traction hippomobile puis vapeur, permettant le transport de la houille entre Bert-Montcombroux et Dompierre-Canal par Peublanc-Sorbier, Châtelperron, Vaumas et Saint-Pourçain-sur-Besbre. Cette voie ferrée est réalisée à l'écartement insolite de 0,92 m.
En 1869, la Compagnie des chemins de fer de Paris à Lyon et à la Méditerranée ouvre la section de Moulins à Digoin de sa ligne de Moulins à Mâcon, comprenant la gare de Dompierre-Sept-Fons, facilitant ainsi le déplacement des personnes et le transport des marchandises. La gare devient une station de correspondance avec la création de la ligne de chemin de fer secondaire à voie métrique du chemin de fer de Dompierre à Lapalisse en 1893,  réalisé par une filiale des moines de Bert et qui réutilisait la plateforme de l'ancienne ligne minière. En 1896, 13 621 tonnes de marchandises sont transbordées au port (dont 12 920 tonnes du chemin de fer au canal).  Après la faillite de la compagnie d'exploitation, la ligne de chemin de fer secondaire est intégrée au réseau ferré secondaire de l'Allier exploité pour le compte du département par la Société générale des chemins de fer économiques (dite SE). Concurrencée par le développement des véhicules automobiles, les lignes de ce réseau secondaire sont durement en déficit, et le département décide la fermeture de la ligne qui intervient le 1er juin 1939,.

Le chemin de fer à Dompierre
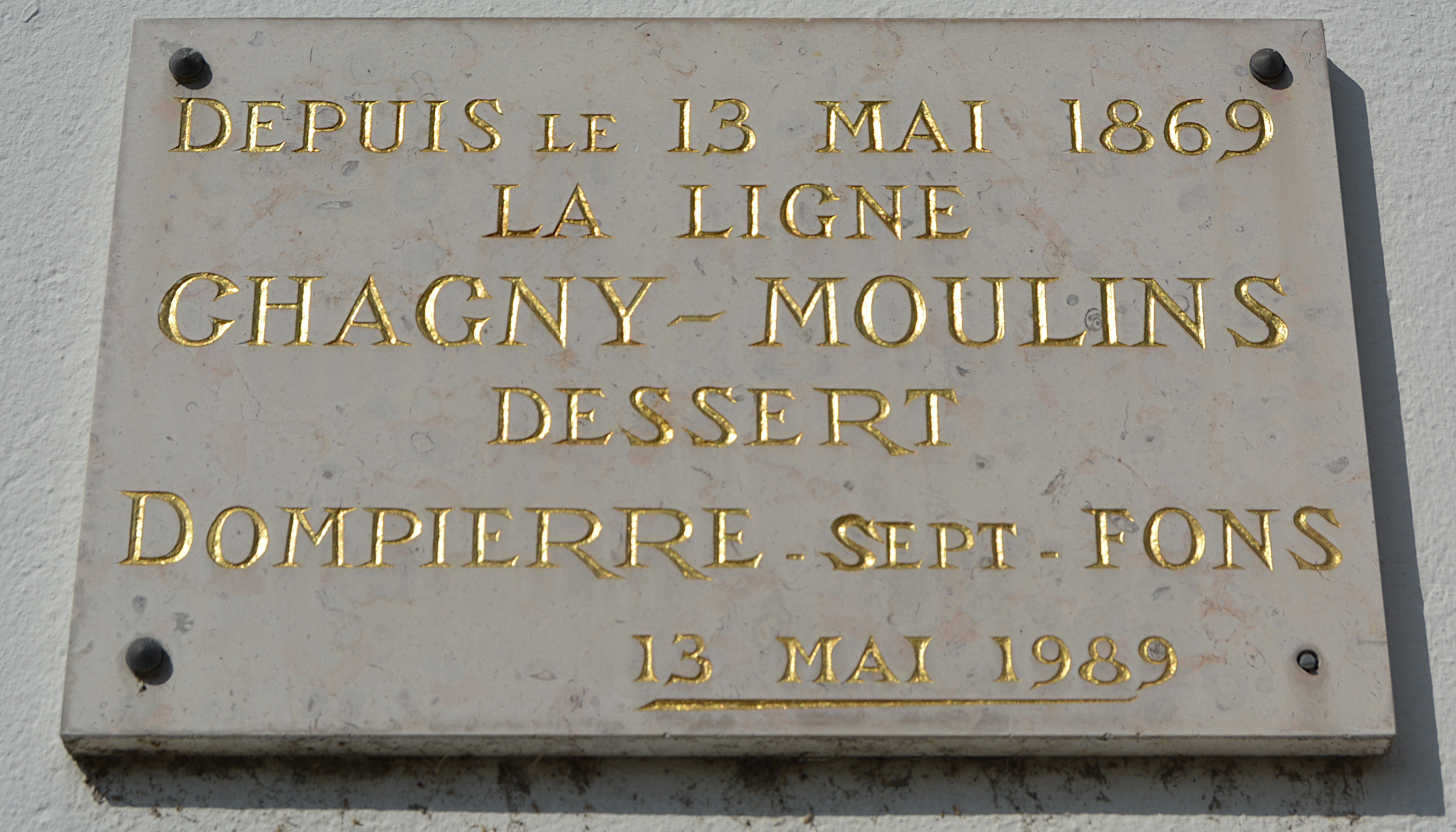
Plaque commémorative de l'ouverture de la ligne PLM
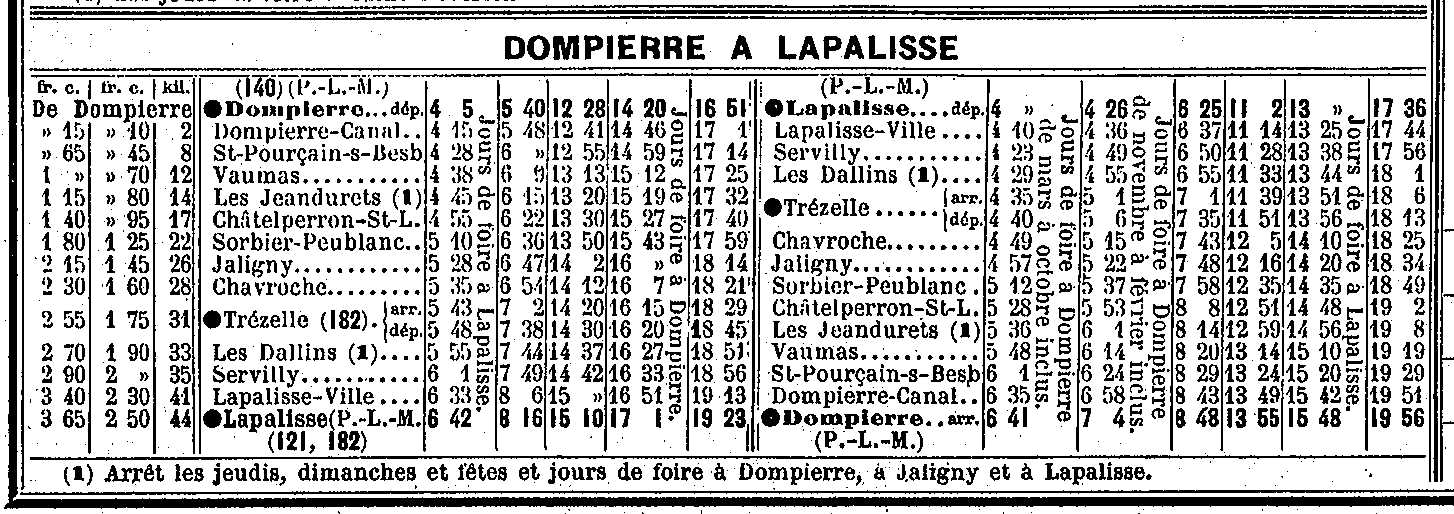
Horaires de la ligne de Dompierre à Lapalisse en mai 1914

## Politique et administration

### Rattachements administratifs et électoraux

#### Rattachements administratifs
La commune se trouvait depuis 1801 dans l'arrondissement de Moulins du département de l'Allier. Par arrêté préfectoral du 2 janvier 2024, la commune en est retirée le 1er janvier 2024 et intégrée à l'arrondissement de Vichy,.  
Elle était depuis 1793 le chef-lieu du canton de Dompierre-sur-Besbre. Dans le cadre du redécoupage cantonal de 2014 en France, cette circonscription administrative territoriale a disparu, et le canton n'est plus qu'une circonscription électorale.

#### Rattachements électoraux
Pour les élections départementales, la commune est depuis 2014 le bureau centralisateur d'un nouveau canton de Dompierre-sur-Besbre porté de 9 à 32 communes.
Pour l'élection des députés, elle fait partie de la première circonscription de l'Allier.

### Intercommunalité
Dompierre-sur-Besbre était le siège de la communauté  de communes Val de Besbre - Sologne Bourbonnaise, un établissement public de coopération intercommunale (EPCI) à fiscalité propre créé en 2001 et auquel la commune avait transféré un certain nombre de ses compétences, dans les conditions déterminées par le code général des collectivités territoriales.
Dans le cadre des dispositions de la loi portant nouvelle organisation territoriale de la République du 7 août 2015, qui prévoit que les établissements publics de coopération intercommunale (EPCI) à fiscalité propre doivent avoir un minimum de 15 000 habitants, cette intercommunalité a fusionné avec la communauté de communes Varennes-Forterre pour former, le 1er janvier 2017, la communauté  de communes Entr'Allier Besbre et Loire, dont est désormais membre la commune.

### Tendances politiques et résultats
Lors du premier tour des élections municipales de 2014 dans l'Allier, la liste DVG menée par le maire sortant Pascal Vernisse obtient la majorité absolue des suffrages exprimés, avec 1 090 voix (70,18 %, 20 conseillers municipaux élus dont 5 communautaires), devançant très largement celle DVD menée par  Pierre Girard, qui a recueilli 463 voix (29,81 %, 3 conseillers municipaux élus).
Lors de ce scrutin, 31,20 % des électeurs se sont abstenus. 
Lors du premier tour des élections municipales de 2020 dans l'Allier, la liste app PS-PCF menée par Michel Brunner — sur laquelle figure le maire sortant Pascal Vernisse — obtient la majorité absolue des suffrages exprimés, avec 753 voix (71,10 %, 20 conseillers municipaux élus dont 6 communautaires), devançant très largement la liste DVG menée par Léopold Godart, qui recueille 306 voix (28,89 %, 3 conseillers municipaux élus dont 1 communautaire).
Lors de ce scrutin marqué par la pandémie de Covid-19 en France, 50,48 % des électeurs se sont abstenus.

### Liste des maires
| Période                                  | Période                    | Identité            | Étiquette                  | Qualité |
| ---------------------------------------- | -------------------------- | ------------------- | -------------------------- | --- |
| Les données manquantes sont à compléter. |                            |                     |                            | |
|                                          |                            |                     |                            | |
| 1919                                     |                            | M. Claude Beaupin   | PC-SFIC puis PSC puis SFIO | Meunier et cultivateur Conseiller d'arrondissement de Dompierre-sur-Besbre (1919 → 1922) Conseiller général de Dompierre-sur-Besbre (1922 → 1940)                                                                                                  |
|                                          |                            |                     |                            | |
| avant 1962                               |                            | Pierre Ferrières    | DVG                        | Boulanger |
|                                          |                            |                     |                            | |
| mars 1983                                | mars 2008                  | François Colcombet, | PS                         | Magistrat Cofondateur du syndicat de la magistrature Député de l'Allier (1re circ.) (1988 → 1993 puis 1997 → 2002) Conseiller général de Dompierre-sur-Besbre (1985 → 2004)                                                                        |
| mars 2008                                | mai 2020                   | Pascal Vernisse,    | DVG                        | Technicien territorial Conseiller général de Dompierre-sur-Besbre (2011 → 2015) Président de la CC Val de Besbre - Sologne Bourbonnaise (2014 → 2016) Vice-président de la CC Entr'Allier Besbre et Loire (2017 → 2020) Adjoint au maire (2020 → ) |
| mai 2020                                 | En cours (au 14 juin 2025) | Michel Brunner      | PS                         | Ouvrier retraité de chez PSA Sept-Fons Vice-président de la CC Entr'Allier Besbre et Loire (2020 → ) |

## Équipements et services publics
La commune possède plusieurs bâtiments culturels : un cinéma qui porte le nom de l'écrivain bourbonnais René Fallet, la médiathèque-bibliothèque porte le nom de Jeanne Cressanges inaugurée le 23 janvier 2010 en sa présence, et une résidence d'artistes plasticiens contemporains.

## Population et société

### Démographie
Les habitants de la commune sont appelés les Dompierrois et les Dompierroises.
L'évolution du nombre d'habitants est connue à travers les recensements de la population effectués dans la commune depuis 1793. Pour les communes de moins de 10 000 habitants, une enquête de recensement portant sur toute la population est réalisée tous les cinq ans, les populations de référence des années intermédiaires étant quant à elles estimées par interpolation ou extrapolation. Pour la commune, le premier recensement exhaustif entrant dans le cadre du nouveau dispositif a été réalisé en 2006.

En 2022, la commune comptait 2 970 habitants, en évolution de −2,69 % par rapport à 2016 (Allier : −1,38 %, France hors Mayotte : +2,11 %).
| 1793 | 1800 | 1806  | 1821  | 1831  | 1836  | 1841  | 1846  | 1851  |
| ---- | ---- | ----- | ----- | ----- | ----- | ----- | ----- | ----- |
| 985  | 824  | 1 029 | 1 205 | 1 512 | 1 623 | 1 638 | 1 750 | 1 845 |

| 1856  | 1861  | 1866  | 1872  | 1876  | 1881  | 1886  | 1891  | 1896  |
| ----- | ----- | ----- | ----- | ----- | ----- | ----- | ----- | ----- |
| 1 882 | 1 965 | 2 229 | 2 415 | 2 600 | 2 765 | 2 979 | 3 113 | 3 304 |

| 1901  | 1906  | 1911  | 1921  | 1926  | 1931  | 1936  | 1946  | 1954  |
| ----- | ----- | ----- | ----- | ----- | ----- | ----- | ----- | ----- |
| 3 271 | 3 306 | 3 206 | 3 066 | 3 035 | 3 110 | 3 022 | 3 005 | 3 014 |

| 1962  | 1968  | 1975  | 1982  | 1990  | 1999  | 2006  | 2011  | 2016  |
| ----- | ----- | ----- | ----- | ----- | ----- | ----- | ----- | ----- |
| 3 528 | 4 031 | 4 115 | 4 040 | 3 807 | 3 477 | 3 307 | 3 119 | 3 052 |

| 2021  | 2022  | - | - | - | - | - | - | - |
| ----- | ----- | - | - | - | - | - | - | - |
| 2 990 | 2 970 | - | - | - | - | - | - | - |

### Manifestations culturelles et festivités
- Tous les ans, en début d'année, se déroulent les Rencontres Cinéma-Nature, festival alliant la protection de la nature dans le milieu bourbonnais et les films sur la nature.
- Le 29 juin, jour de la Saint-Pierre, a lieu la fête foraine, qui dure trois jours et se termine par un feu d'artifice.
- Tous les ans, un week-end durant le mois de septembre se déroule le Challenge Bernard-Chinellato, tournoi de rugby à XV regroupant différentes équipes cadets (moins de 17 ans) du Bourbonnais et d'ailleurs.
- Dompierre-sur-Besbre fait partie de l'Association des Dompierre de France, qui regroupe les 23 communes françaises qui comportent Dompierre dans leur nom. Chaque année, une fête nationale est organisée dans une ville ou un village différent ; Dompierre-sur-Besbre a accueilli ses cousins Dompierrois et Dompierrais en 1997, et a organisé la deuxième assemblée générale de l'association en 1994. En 2013, la fête s'est déroulée le 1er week-end de juillet à Dompierre-les-Ormes, en Saône-et-Loire. Dompierre-sur-Besbre a fait partie des communes à ne pas envoyer de délégation.

## Économie
La ville de Dompierre comporte un des sites de Stellantis (anciennement PSA Peugeot Citroën), plus précisément une fonderie, où sont fabriqués des pièces de freinage et des blocs-moteurs.

## Culture locale et patrimoine

### Lieux et monuments
- L'église Saint-Joseph du XIXe siècle[34].

- Le château de la Bergerie du XIXe siècle.

- La maison à pans de bois de la Tour (inscrite aux monuments historiques).

- La tour du château de Chambonnet , gros donjon circulaire habitable[35] (inscrite au monuments historiques).

- Un monastère trappiste (situé sur la commune voisine de Diou), l'abbaye de Sept-Fons[36], a été fondé en 1132.

- À Sept-Fons, un pont-canal sur la Besbre, pour le canal latéral à la Loire (1838).

- Un ancien couvent de religieuses y est encore visible aujourd'hui ; ce fut aussi un hôpital du service de la maternité tenu par les mêmes religieuses.

- Nécropole de Dompierre-sur-Besbre.

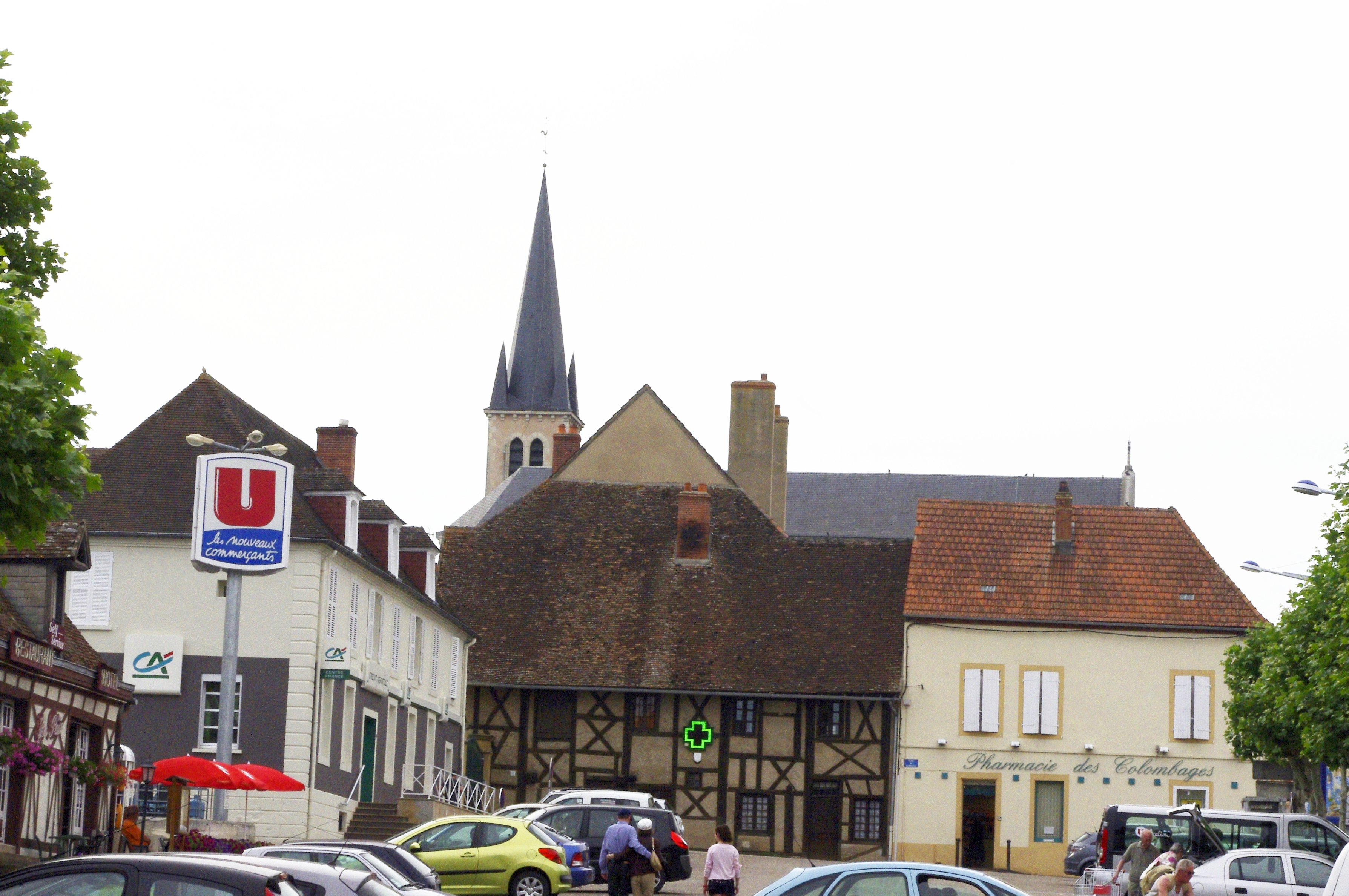
Place dans le centre de la ville.
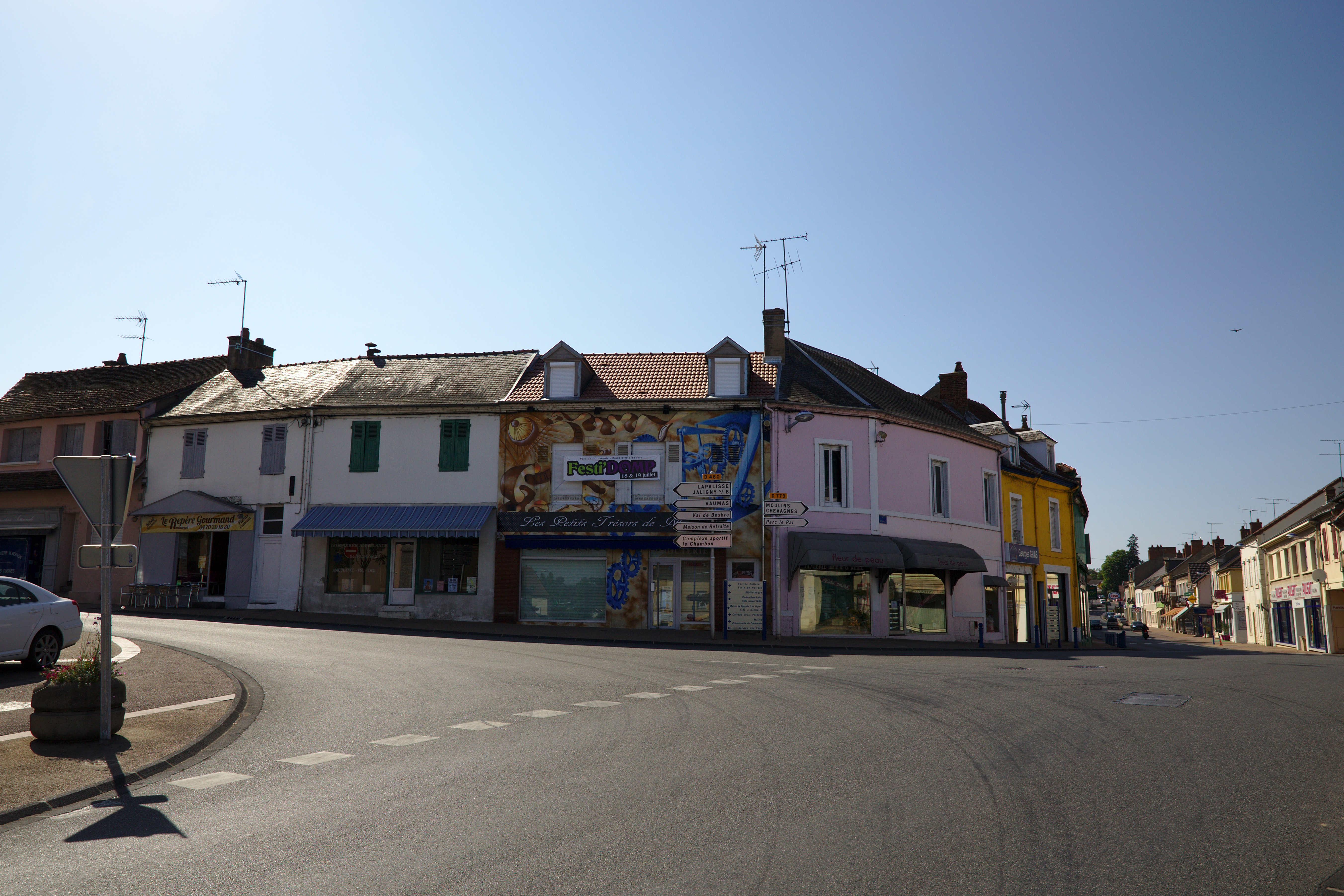
Commerce peint.
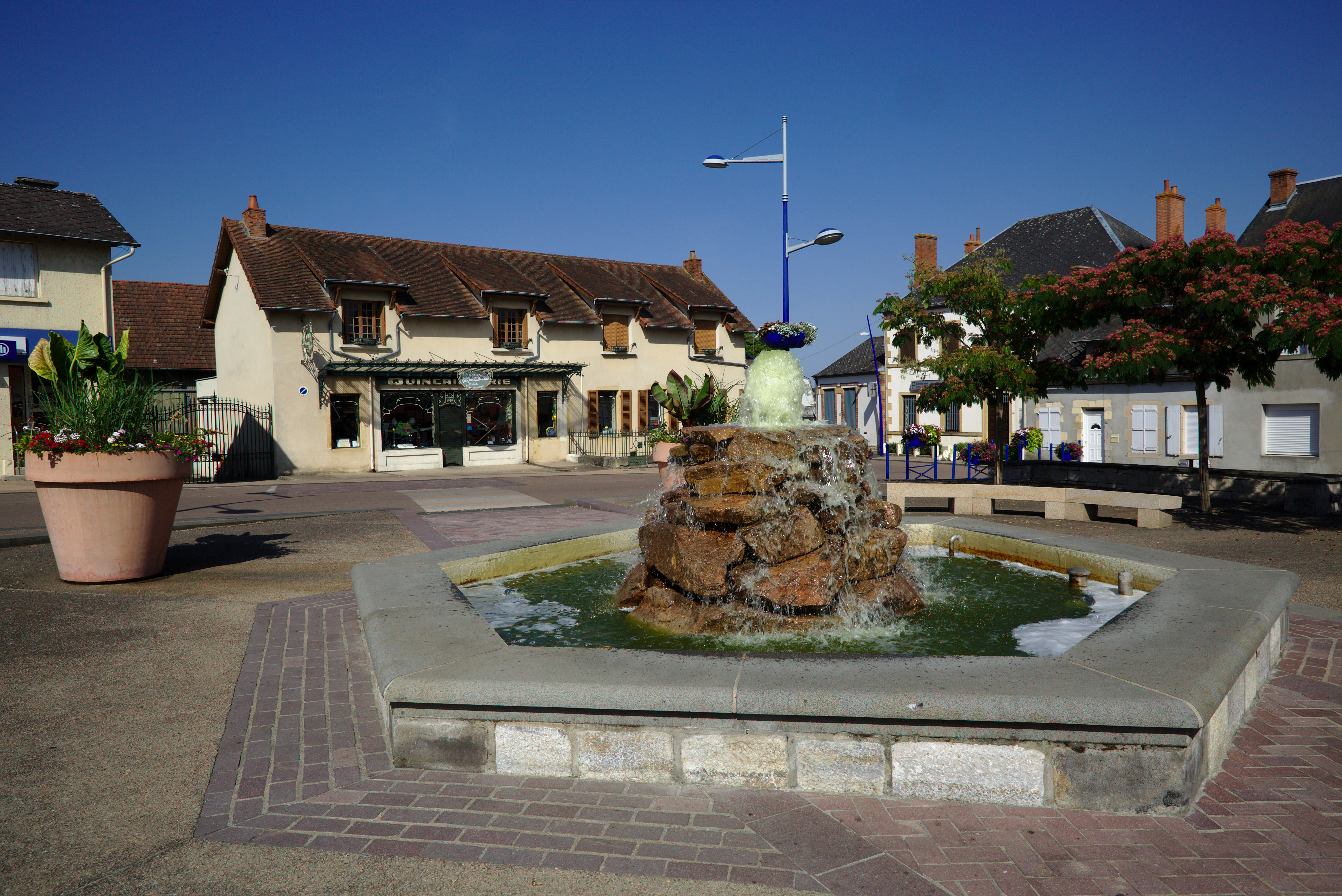
Fontaine.
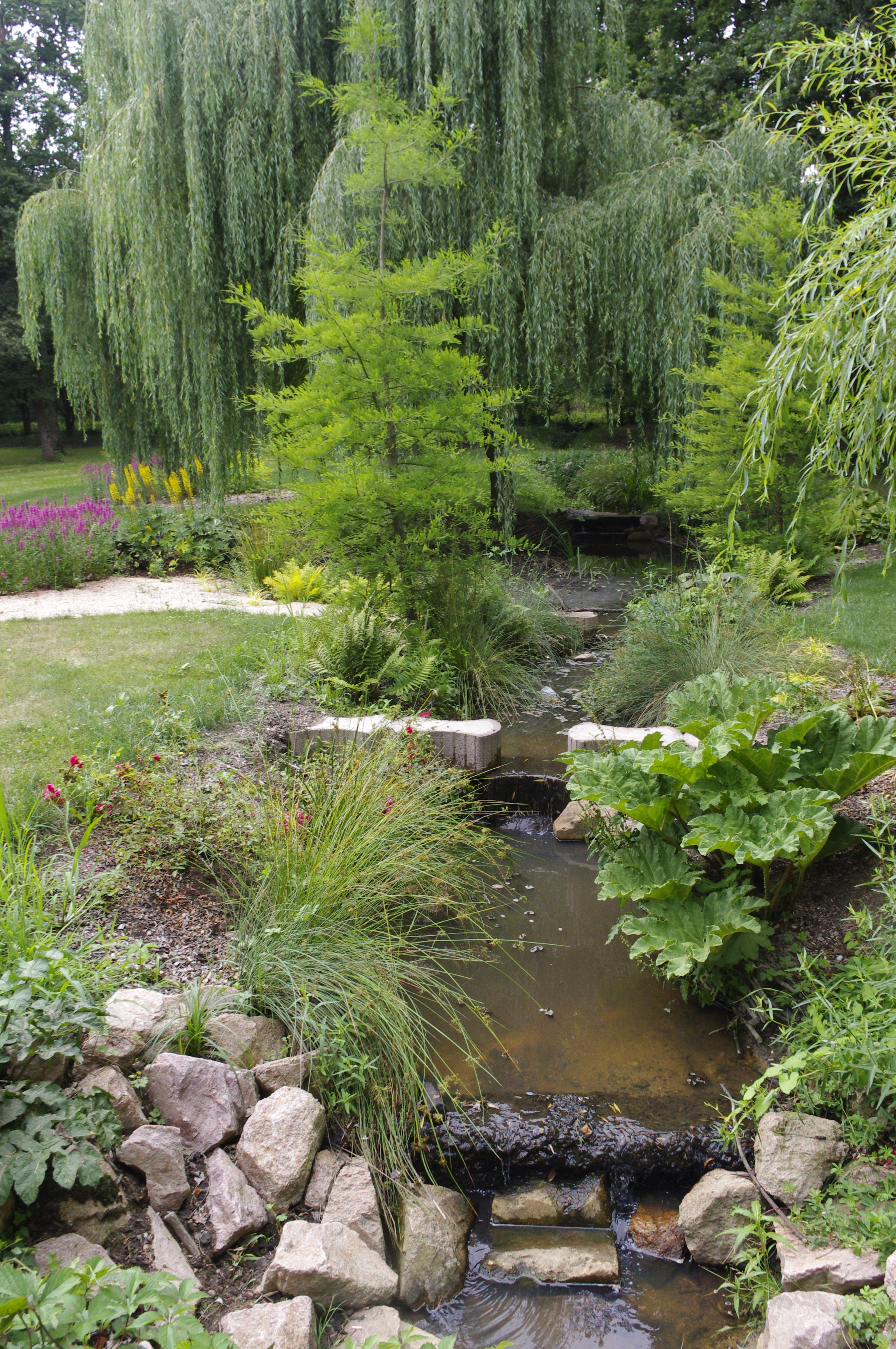
Le parc.
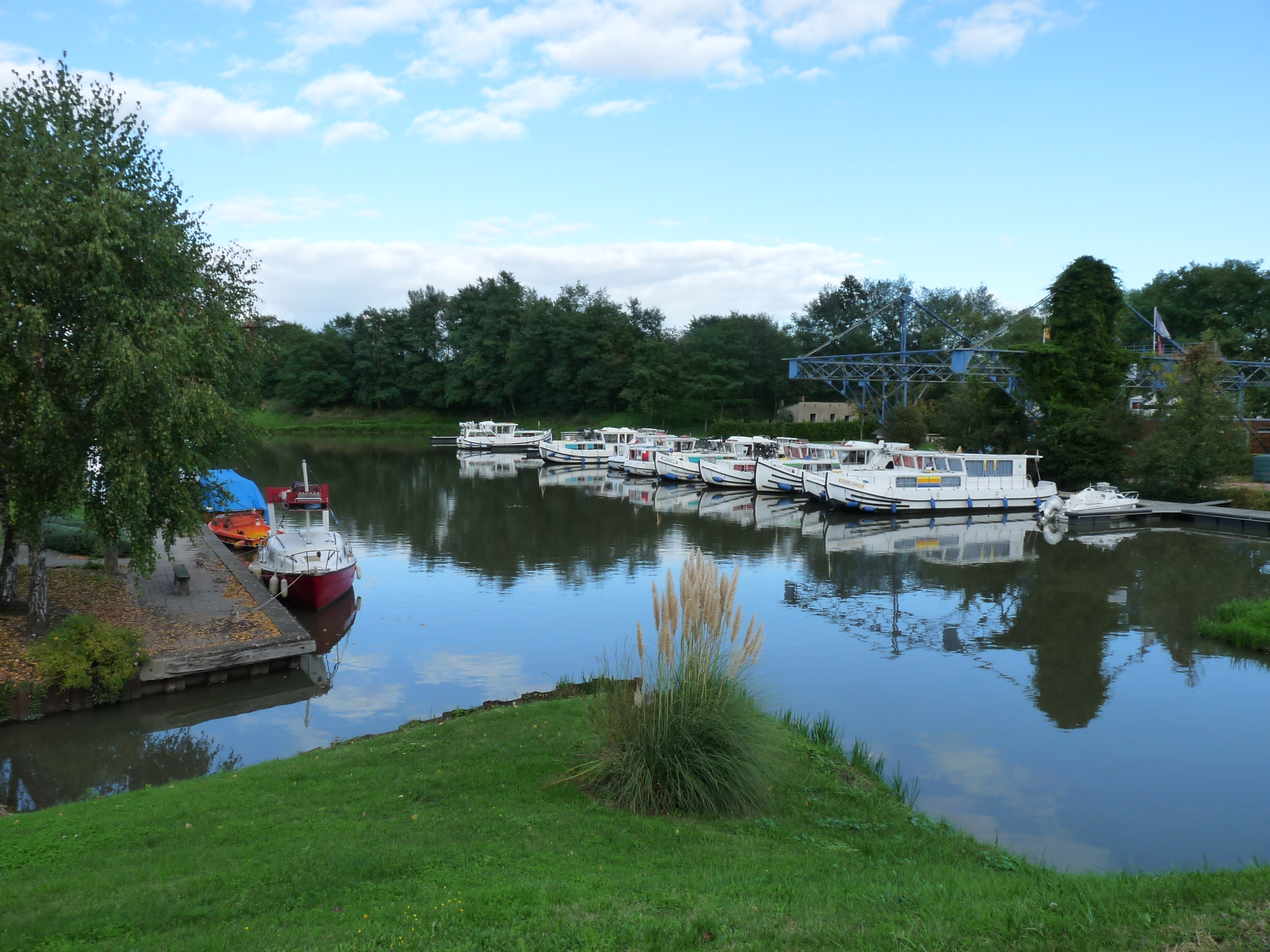
Le port.

### Personnalités liées à la commune
- François Colcombet (1937-2023), magistrat et homme politique.
- L'écrivain Louis Pergaud (1882-1915), auteur de La Guerre des boutons (1912), effectua un séjour dans la commune, où un collège porte d'ailleurs son nom.
- Jeanne Cressanges, écrivain né en 1929, qui a donné son nom à la médiathèque ; la famille de son père, Jules Mouchonnier, était bien implantée dans la commune. Jeanne Cressanges a gardé des liens très étroits avec le Bourbonnais, qu'elle évoque souvent dans ses romans.
- Thierry Pallesco (1956- ), organiste et compositeur, professeur agrégé de musique à l'université de Poitiers. Il a été organiste de l'église paroissiale de 1995 à 1997.
- Jean-Charles Willoquet (1944-1990), braqueur connu comme « ennemi public numéro 1 », est né dans la commune.

### Héraldique
| Blason de Dompierre-sur-Besbre | Blason  | De gueules semé de billettes d'or, au lion du même brochant sur le tout, au chef de sable chargé d'un sautoir aussi d'or.                                       |
| Blason de Dompierre-sur-Besbre | Détails | * Il y a là non-respect de la règle de contrariété des couleurs : ces armes sont fautives (sable sur gueules). Le statut officiel du blason reste à déterminer. |

## Pour approfondir